# خانواده دونالد ترامپ
خانواده دونالد ترامپ، خانواده برجسته آمریکایی است که مالک سازمان ترامپ و خانواده دونالد ترامپ، رئیس‌جمهور ایالات متحده آمریکا است. این خانواده در زمینه املاک و مستغلات، سرگرمی، تجارت و سیاست فعالیت دارد. حلقه اصلی خانواده ترامپ از سال ۲۰۱۷ تا ۲۰۲۱ خانواده اول ایالات متحده آمریکا بودند و اکنون دوباره از ۲۰۲۵ این نقش را دارند. آن‌ها شاخه‌ای از خانواده ترامپ هستند که از آلمان نشئت گرفته‌اند. مادر دونالد ترامپ، مری ان مک‌لئود، از جزیره لوئیس، در سواحل غربی اسکاتلند می‌آید. ترامپ پنج فرزند از سه همسر و ده نوه دارد.

## خانواده درجه یک

### همسران

#### ایوانا ترامپ
ایوانا ماری ترامپ (پیشتر زلینکوا)، همسر اول دونالد ترامپ، در ۲۰ فوریه ۱۹۴۹، در زلین، چکسلواکی (جمهوری چک امروزی) متولد شد. او یک مدل لباس سابق و یک زن تاجر است. آنها از سال ۱۹۷۷ تا ۱۹۹۲ با هم بودند.
ایوانا ترامپ نقشی مهم را در سازمان ترامپ داشت. او معاون طراحی داخلی این شرکت شد، و طراحی لوگو برج ترامپ را بر عهده داشت. پس از آن، شوهر وقتش او را به عنوان رئیس هتل و کازینو قلعه ترامپ منصوب کرد. او در سال ۱۹۸۸ تابعیت ایالات متحده را گرفت.

#### مارلا ترامپ
مارلا ان میپلز، همسر دوم دونالد ترامپ، در ۲۷ اکتبر ۱۹۶۳ در دالتون، جورجیا متولد شد. او تنها همسر دونالد ترامپ است که در زمان ازدواجشان یک شهروند آمریکا بود. او بازیگر و شخصیت تلویزیونی است. آنها از سال ۱۹۹۳ تا ۱۹۹۹ با هم بودند.

#### ملانیا ترامپ
ملانیا ترامپ (پیشتر کناوس), همسر سوم دونالد ترامپ، در ۲۶ آوریل ۱۹۷۰، در نوو مستو، جمهوری فدرال سوسیالیستی یوگسلاوی (اسلوونی امروزی) متولد شد. او دومین بانوی اول متولد خارج ایالات متحده پس از لوئیزا آدامز، همسر جان کوئینسی آدامز است. وی همچنین در حرفه مدلینگ فعالیتی طولانی داشته است. آنها در سال ۲۰۰۵ با هم ازدواج کردند.

### فرزندان
دونالد ترامپ از سه ازدواج خود پنج فرزند دارد: دونالد ترامپ جونیور، ایوانکا ترامپ، و اریک ترامپ از ایوانا ترامپ، تیفانی ترامپ از مارلا میپلز، و بارون ترامپ از ملانیا ترامپ.

#### دونالد جونیور، ایوانکا و اریک
سه فرزند بزرگ ترامپ، که هر سه از ازدواج او با ایوانا ترامپ هستند، در جریان کمپین ریاست جمهوری پدرشان نقش‌های مهمی ایفا کردند. هر سه در برنامه‌های خبری ملی به عنوان مهمان به کرات شرکت کرده و از پدرشان حمایت کردند. پس از پیروزی ترامپ، هر سه به عضویت تیم انتقال ریاست جمهوری او درآمدند. در دوره ریاست دونالد ترامپ بر هیئت مدیره سازمان ترامپ هر سه نواب رئیس اجرایی آن بودند. پس از انتقال ریاست جمهوری، دونالد جونیر و اریک به اداره امپراطوری املاک خانواده خواهند پرداخت و ایوانکا به همراه همسرش جرد کوشنر، که به منصب مشاوره ارشد کاخ سفید منصوب شده، به واشینگتن، دی. سی نقل مکان کردند.

#### تیفانی ترامپ
تیفانی تنها فرزند دونالد ترامپ از مارلا میپلز است. در سال ۲۰۱۶ تیفنی اکثراً در جریان کارزار انتخاباتی غایب بود، که بخشی از آن به دلیل تحصیل او در دانشگاه پنسیلوانیا، محل تحصیل پدرش بود. کوتاه زمانی پس از فراغت از تحصیل در جامعه‌شناسی و مطالعات شهری او در سن ۲۲ سالگی یکی از سخنرانی‌های نادر خود را برای پدرش در کنوانسیون ملی جمهوری‌خواه ایراد کرد.

#### بارون ترامپ

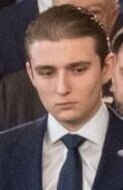
بارون ژانویه ۲۰۲۵

بارون ویلیام ترامپ (متولد ۲۰ مارس ۲۰۰۶) کوچک‌ترین فرزند ترامپ و تنها فرزند او با ملانیا ترامپ است. بارون به زبان‌های انگلیسی و اسلونیایی (زبان مادری مادرش) مسلط است. بارون در اوایل کودکی، چندین بار در برنامه‌های تلویزیونی از جمله در کاراموز و شو اپرا ظاهر شده است. بارون هنگامی که پدرش رئیس‌جمهور شد بلافاصله به کاخ سفید نقل مکان نکرد و تا پایان سال تحصیلی ۲۰۱۶–۲۰۱۷ به همراه مادرش در برج ترامپ ماند. ملانیا و بارون در ۱۱ ژوئن ۲۰۱۷ به کاخ سفید نقل مکان کردند. او اکنون در مدرسه ای در پتوومک، مریلند تحصیل می‌کند.
در سال ۲۰۱۶، او در یک کارزار مبارزاتی در کارولینای جنوبی ظاهر شد و هنگام سخنرانی پیروزی ریاست جمهوری و مراسم تحلیف در ژانویه ۲۰۱۷ حضور داشت. او همچنین در برخی از رویدادهای بعدی پدرش نیز شرکت کرد.

### نوه‌ها
دونالد ترامپ ده نوه دارد، پنج تا از پسرش دونالد جونیور، سه تا از دخترش ایوانکا و دو تا از پسرش اریک.

## خواهران و برادران
ترامپ ۲ خواهر و ۲ برادر تنی دارد، او فرزند چهارم از پنج فرزند خانواده‌اش است.
به ترتیب سن از بزرگتر به کوچکتر مرین، فرد جونیور و الیزابت از دونالد بزرگتر و رابرت از او کوچکتر بود.
یکی از خواهران او در قید حیات ولی هیچ‌کدام از دو برادرش وی زنده نیستند.

### مرین ترامپ بری
مرین ترامپ بری (متولد ۱۹۳۷–۲۰۲۳) فرزند ارشد خانواده و خواهر بزرگ دونالد ترامپ است. وی قاضی ارشد فدرال در دادگاه استیناف حوزه سوم ایالات متحده آمریکا بود. او در سال ۲۰۱۹ خود را بازنشسته کرد.

### فرد ترامپ جونیور
فرد جونیور (۱۹۳۸–۱۹۸۱) فرزند دوم خانواده و برادر بزرگتر دونالد در سن ۴۲ سالگی پس از اعتیاد به الکل در تاریخ ۲۶ سپتامبر ۱۹۸۱ بر اثر حمله قلبی درگذشت.

### الیزابت ترامپ گراو
الیزابت ترامپ گراو (متولد ۱۹۴۲) فرزند سوم خانواده و خواهر بزرگتر دونالد ترامپ است. در سال ۱۹۸۹، وی با تهیه‌کننده فیلم جیمز گراو ازدواج کرد. وی به عنوان دستیار اداری در بانک چیس منهتن کار می‌کرد.

### رابرت ترامپ
رابرت ترامپ (۱۹۴۸–۲۰۲۰) فرزند آخر خانواده و برادر کوچک دونالد ترامپ بود. وی یک مدیر بازرگانی بود که مدیریت، دارایی‌های املاک و مستغلات سازمان ترامپ در خارج از منهتن را بر عهده داشت. رابرت در ۱۵ اوت ۲۰۲۰ در هنگام ریاست جمهوری دونالد در سن ۷۱ سالگی درگذشت.